# Ringeldorf
Ne doit pas être confondu avec Ringendorf.
Ringeldorf (prononcé [riŋəldɔrf]) est une ancienne commune française de la plaine d'Alsace située à 28,9 km au nord-ouest de Strasbourg dans le département du Bas-Rhin en région Grand Est.
Elle perd sa qualité de commune le 1er janvier 2019 et devient commune déléguée au sein de la commune nouvelle de Val-de-Moder.
Elle se trouve dans la région historique et culturelle d'Alsace.

## Géographie

### Localisation
Point d’entrée vers le Pays de Hanau, la commune est à 6,9 km de Val-de-Moder, 2,3 de Ettendorf et 6,4 de Morswiller.

### Géologie et relief
Commune associée du Parc naturel régional des Vosges du Nord.
Hydrogéologie et climatologie : Système d’information pour la gestion de l’Aquifère rhénan :
Territoire communal : Occupation du sol (Corinne Land Cover); Cours d'eau (BD Carthage),
Géologie : Carte géologique; Coupes géologiques et techniques,
 Hydrogéologie : Masses d'eau souterraine; BD Lisa; Cartes piézométriques.

### Hydrographie et les eaux souterraines
- Ruisseau le Hengstbaechel[3]

### Climat
Climat classé Cfb dans la classification de Köppen et Geiger.

### Sismicité
Commune située dans une zone de sismicité 3 modérée.

## Histoire
Au second tour de l'élection présidentielle de 1974, Valéry Giscard d'Estaing a recueilli 100 % des suffrages (48 voix sur 48 suffrages) dans cette commune. En remerciement, le nouveau président s'est rendu à Ringeldorf l'année suivante, la commune a par la suite rebaptisé sa rue Principale en son honneur.
En revanche, en 1981, le président sortant n'a reçu « que » 46 voix sur 47 suffrages, ce qui a valu au village un article intitulé « Qui est l'électeur de gauche de Ringeldorf ? » dans l'édition du Monde datée du 12 mai 1981 (p. 9).
Au second tour de l'élection présidentielle de 2007, Nicolas Sarkozy y a recueilli son meilleur score avec 95,08 % des suffrages (58 voix sur 61 exprimés).
Le 1er janvier 2019, Ringeldorf intègre la commune nouvelle de Val-de-Moder à la suite du vote à l'unanimité des conseils municipaux respectifs. Cette décision est entérinée par l'arrêté préfectoral du 19 décembre 2018. Ceci a pour conséquence un changement d'intercommunalité, Ringeldorf quittant la communauté de communes du Pays de la Zorn pour intégrer la Communauté d'agglomération de Haguenau

### Héraldique
| Blason de Ringeldorf | Blason  | De gueules semé de fleurs de lys d'argent. |
| Blason de Ringeldorf | Détails |                                            |

## Politique et administration

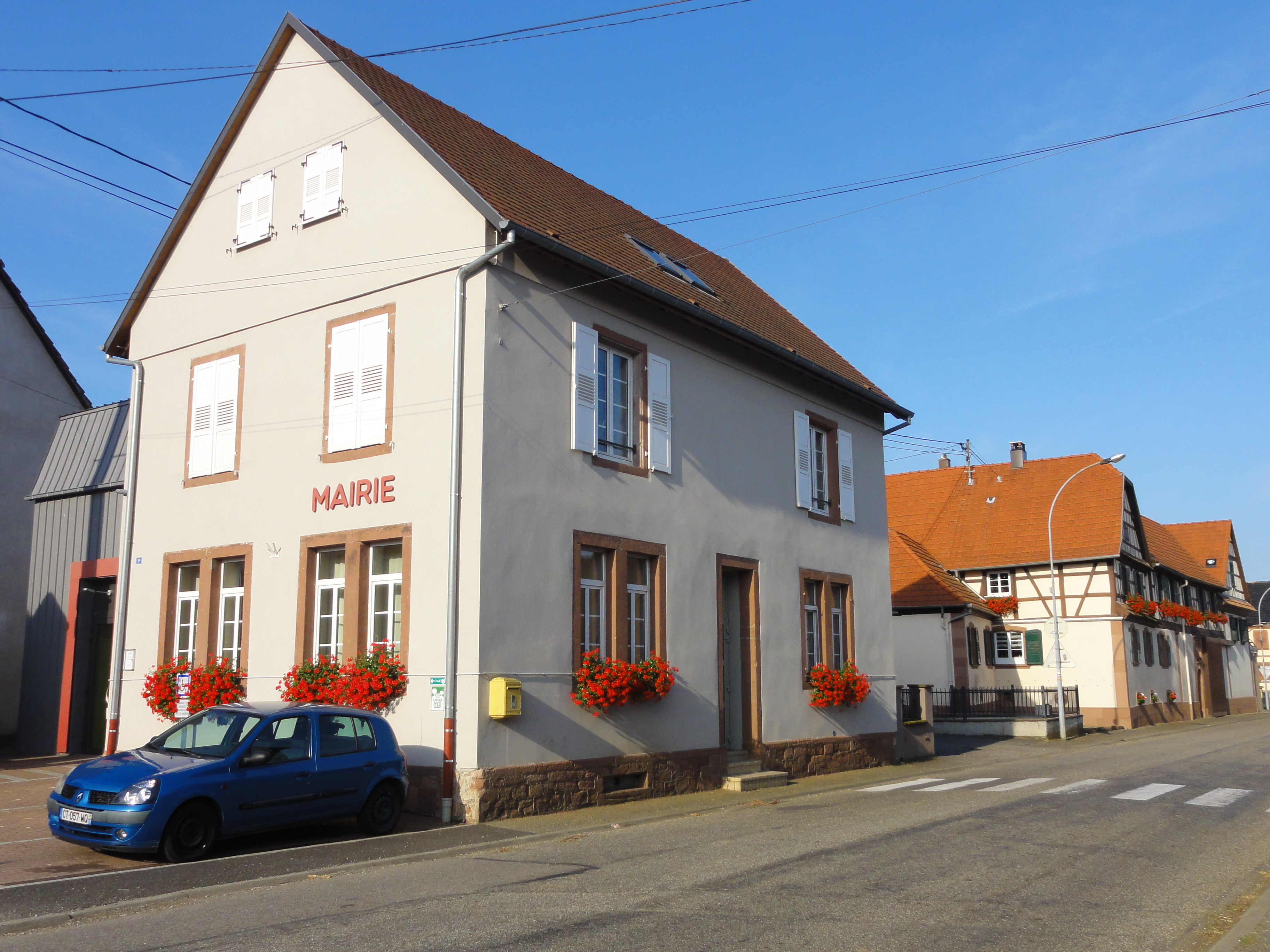
La mairie.

### Liste des maires
| Période                                  | Période       | Identité                    | Étiquette | Qualité                               |
| ---------------------------------------- | ------------- | --------------------------- | --------- | ------------------------------------- |
| Les données manquantes sont à compléter. |               |                             |           |                                       |
| mars 1983                                | juin 1995     | Joseph Bernhart (1928-2025) |           | Agriculteur retraité, maire honoraire |
| Les données manquantes sont à compléter. |               |                             |           |                                       |
| mars 2001                                | décembre 2018 | Francis Weber               |           |                                       |

### Liste des maires délégués
| Période      | Période  | Identité           | Étiquette | Qualité |
| ------------ | -------- | ------------------ | --------- | ------- |
| janvier 2019 | mai 2020 | Francis Weber      |           |         |
| mai 2020     | En cours | Nicole Muckensturm |           |         |

### Budget et fiscalité 2018
En 2018, le budget de la commune était constitué ainsi :
- total des produits de fonctionnement : 83 000 €, soit 635 € par habitant ;
- total des charges de fonctionnement : 59 000 €, soit 455 € par habitant ;
- total des ressources d'investissement : 4 000 €, soit 34 € par habitant ;
- total des emplois d'investissement : 18 000 €, soit 135 € par habitant ;
- endettement : 52 000 €, soit 401 € par habitant.

Avec les taux de fiscalité suivants :
- taxe d'habitation : 11,05 % ;
- taxe foncière sur les propriétés bâties : 5,11 % ;
- taxe foncière sur les propriétés non bâties : 26,08 % ;
- taxe additionnelle à la taxe foncière sur les propriétés non bâties : 0,00 % ;
- cotisation foncière des entreprises : 0,00 %.

### Intercommunalité
Commune membre de la Communauté d'agglomération de Haguenau.
La nouvelle commune de Val-de-Moder est le résultat de la fusion, en 2016, des trois communes de La Walck, Pfaffenhofffen et Uberach, rejointes en 2019 par Ringeldorf

#### Transports en commun
- Transports en Alsace.
- Fluo Grand Est.

##### SNCF

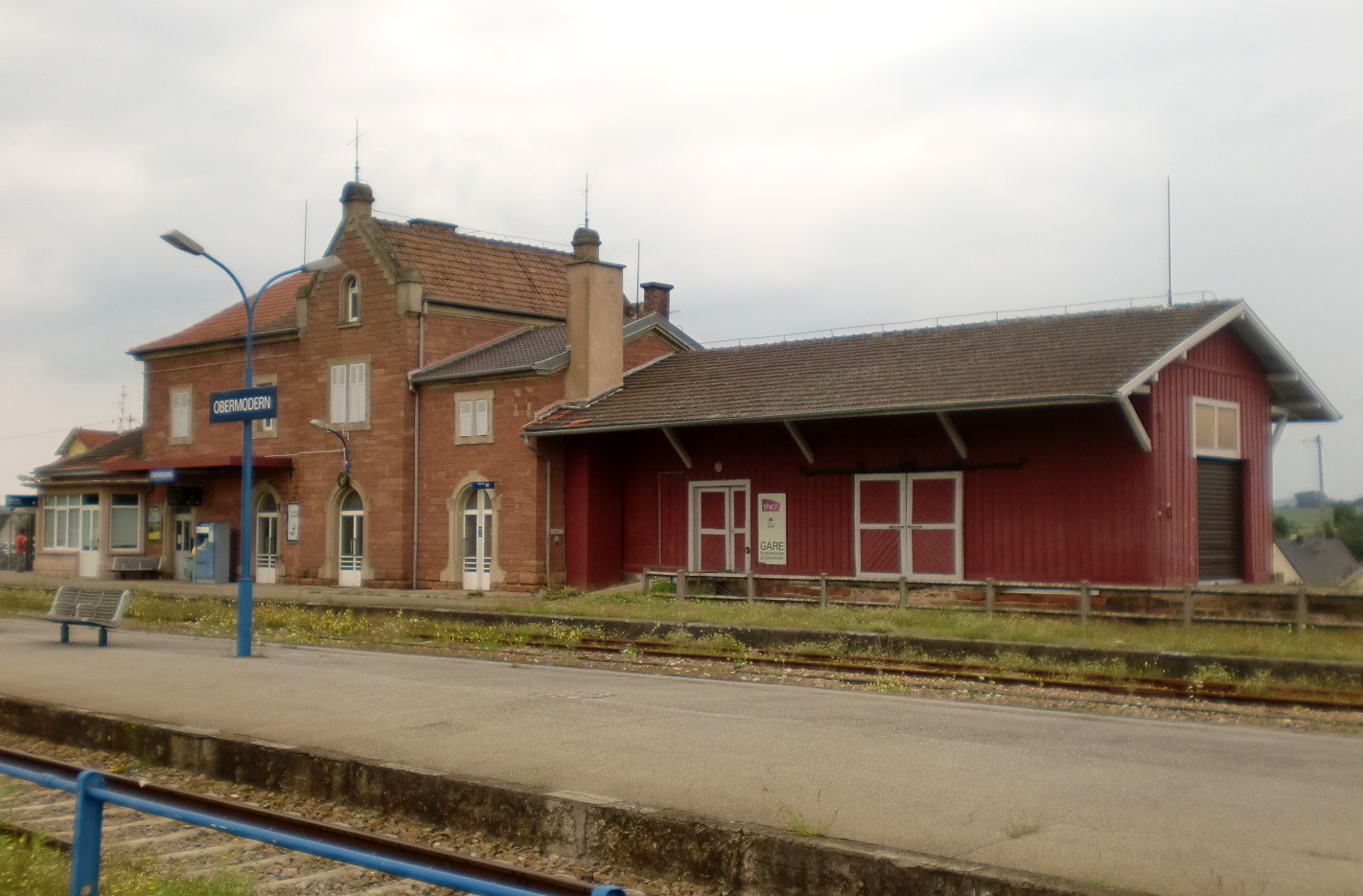
Gare d'Obermodern.

- Gare d'Obermodern
- Gare de Mertzwiller
- Gare de Gundershoffen
- Gare de Schweighouse-sur-Moder
- Gare de Hochfelden

## Population et société

### Démographie

#### Pyramide des âges
L'évolution du nombre d'habitants est connue à travers les recensements de la population effectués dans la commune depuis 1793. Pour les communes de moins de 10 000 habitants, une enquête de recensement portant sur toute la population est réalisée tous les cinq ans, les populations de référence des années intermédiaires étant quant à elles estimées par interpolation ou extrapolation. Pour la commune, le premier recensement exhaustif entrant dans le cadre du nouveau dispositif a été réalisé en 2007.

En 2016, la commune comptait 135 habitants, en évolution de +55,17 % par rapport à 2010 (Bas-Rhin : +3,17 %, France hors Mayotte : +2,11 %).
| 1793 | 1800 | 1806 | 1821 | 1831 | 1836 | 1841 | 1846 | 1851 |
| ---- | ---- | ---- | ---- | ---- | ---- | ---- | ---- | ---- |
| 132  | 91   | 99   | 120  | 147  | 136  | 131  | 139  | 137  |

| 1856 | 1861 | 1866 | 1871 | 1875 | 1880 | 1885 | 1890 | 1895 |
| ---- | ---- | ---- | ---- | ---- | ---- | ---- | ---- | ---- |
| 137  | 131  | 132  | 121  | 114  | 121  | 118  | 127  | 112  |

| 1900 | 1905 | 1910 | 1921 | 1926 | 1931 | 1936 | 1946 | 1954 |
| ---- | ---- | ---- | ---- | ---- | ---- | ---- | ---- | ---- |
| 113  | 120  | 107  | 95   | 105  | 102  | 91   | 76   | 76   |

| 1962 | 1968 | 1975 | 1982 | 1990 | 1999 | 2006 | 2007 | 2012 |
| ---- | ---- | ---- | ---- | ---- | ---- | ---- | ---- | ---- |
| 74   | 74   | 69   | 63   | 76   | 78   | 83   | 84   | 104  |

| 2016 | - | - | - | - | - | - | - | - |
| ---- | - | - | - | - | - | - | - | - |
| 135  | - | - | - | - | - | - | - | - |

### Enseignement
Établissements d'enseignements :
- Écoles maternelle et primaire,
- Collèges à Hochfelden, Bouxwiller, Val-de-Moder, Dettwiller, Ingwiller,
- Lycées à Bouxwiller, Haguenau, Saverne.

### Santé
Professionnels et établissements de santé :
- Médecins à Pfaffenhoffen, La Walck, Dauendorf, Alteckendorf, Mertzwiller,
- Pharmacies à La Walck, Pfaffenhoffen, Mertzwiller, Batzendorf, Gundershoffen,
- Hôpitaux à Ingwiller, Haguenau, Niederbronn-les-Bains.

### Cultes
- Culte catholique, Communauté de paroisses "Les Prairies de la Zorn"[14], Diocèse de Strasbourg.
- Culte protestant, Paroisses de Kirrwiller et Ringendorf[15].

## Économie

### Entreprises et commerces

#### Agriculture
- Élevage de vaches laitières.
- Culture et élevage associés.
- Culture de céréales, de légumineuses et de graines oléagineuses.
- Culture de légumes, de melons, de racines et de tubercules.

#### Tourisme
- Chambres d'hôtes à Morschwiller, Pfaffenhoffen.
- Gîtes ruraux à Uhrwiller,
- Hôtel et restaurant Le Moulin à Gundershoffen.

#### Commerces
- Commerces locaux à Haguenau.

## Lieux et monuments

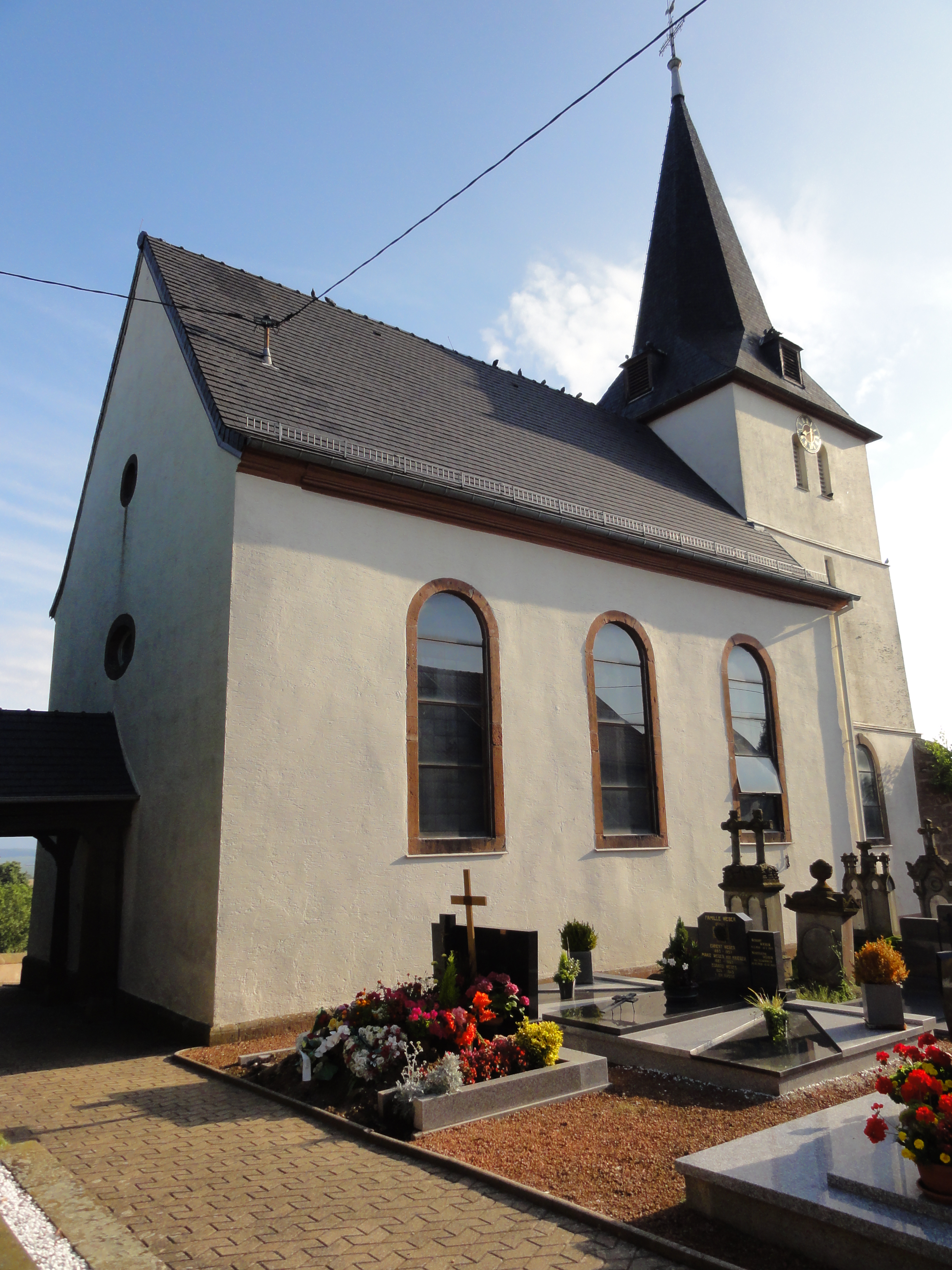
Église de la Nativité-de-la-Bienheureuse-Vierge-Marie.
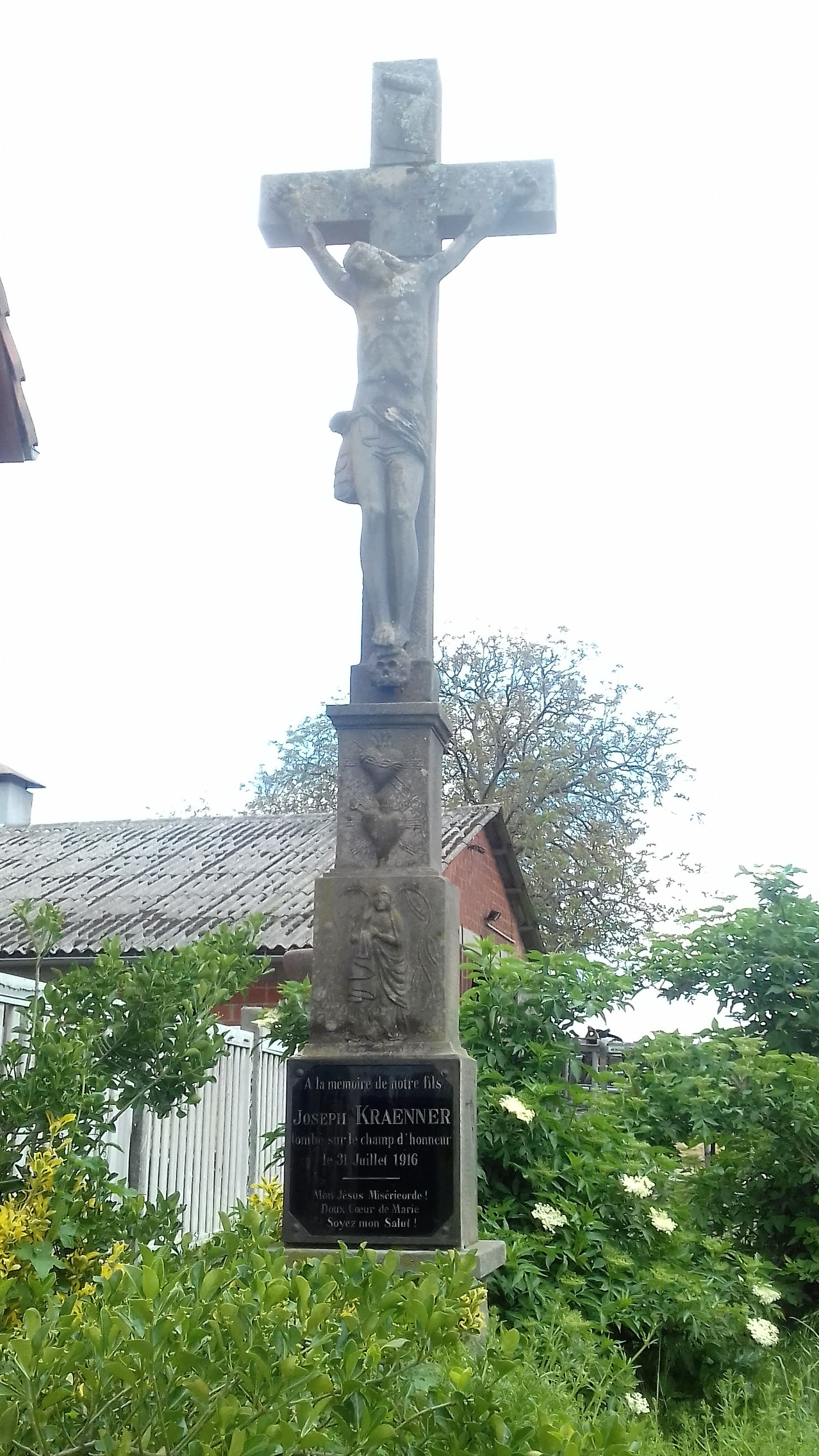
Calvaire route de Nrumath.
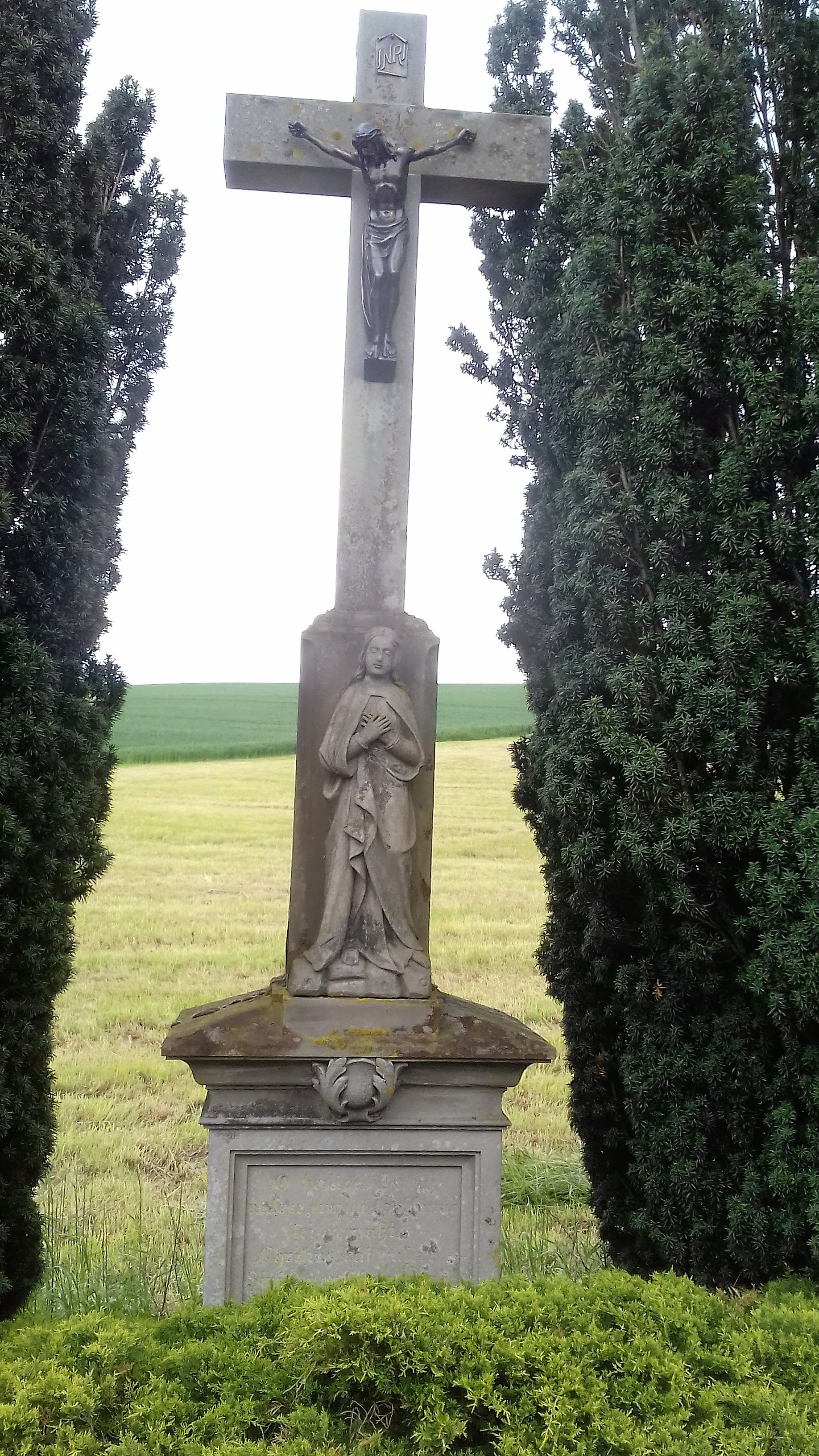
Crucifix lieu-dit "Stock".
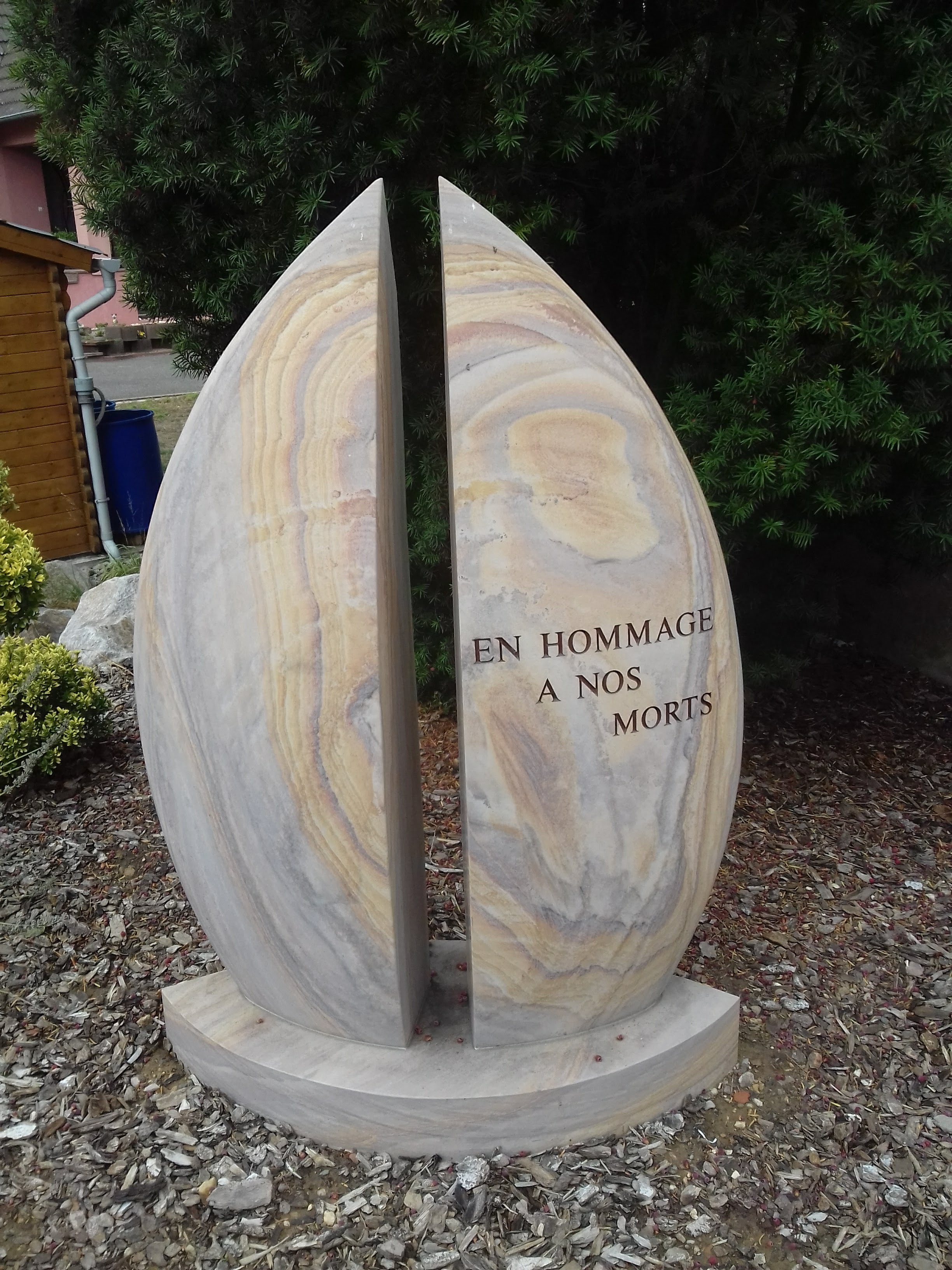
Stèle 1914-1918 et 1939-1945.

- Église de la Nativité-de-la-Bienheureuse-Vierge-Marie[16],[17],[18],[19].

Le mobilier de l'église :
 * Tombeau de E. Tresch.
* Maître-autel.
* Statue de saint Jean-Baptiste.
* Groupe sculpté : Vierge de Pitié.
* Ensemble de quatre chandeliers d'autel.
* Ensemble de deux autels-retables secondaires.
* Ensemble de deux tableaux d'autel.
* Ensemble de 4 chandeliers d'autel.
* Ensemble de deux autels secondaires et leurs tableaux
* Armoire eucharistique.
* Confessionnal.
* Fonts baptismaux.
* Chaire à prêcher,.
* Meuble de sacristie.
* Calice.
* Ostensoir.
* Orgue en tribune,,.
* Cloche de 1803.
* Ciboire.

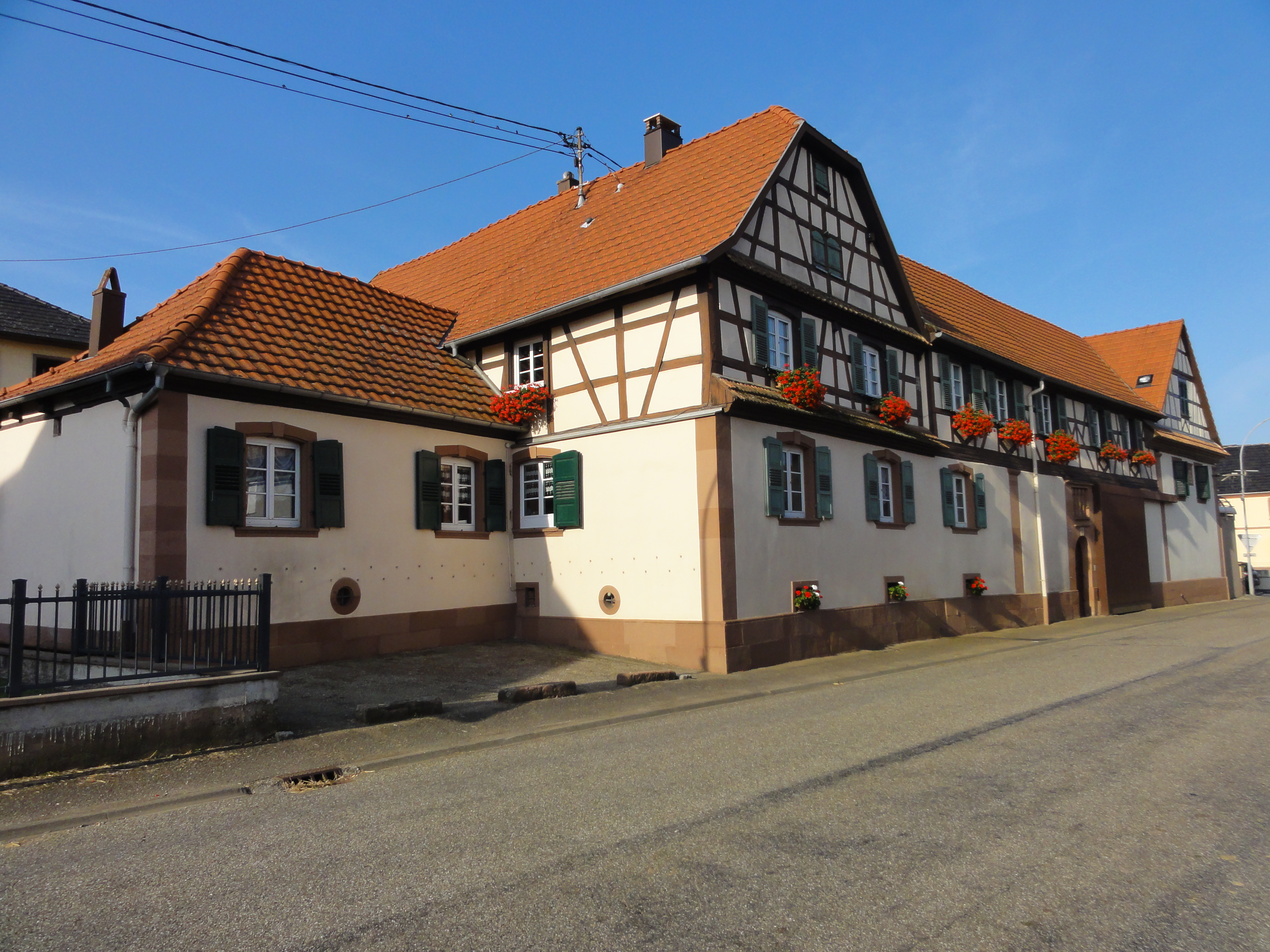
Fermes.

- Stèle aux morts pour la France[43] : Conflits commémorés : Guerres 1914-1918 - 1939-1945[44].
- Croix de chemin[45],[46].
- Crucifix.
- Plaque commémorative "Rue Valéry Giscard d'Estaing", en mémoire de la visite présidentielle du 20 mai 1975[47].
- École-mairie[48].
- Patrimoine rural recensé par le service régional de l'Inventaire général du patrimoine culturel[49],[50].
- Porte charretière : clé sculptée d'instruments aratoires[51].

## Personnalités liées à la commune
- Valéry Giscard d'Estaing